# 1971-es Formula–1 brit nagydíj
Az 1971-es Formula–1 világbajnokság hatodik futama a brit nagydíj volt.

## Futam
A brit nagydíj előtt Pedro Rodríguez részt egy autóversenyen a Norisringen egy Ferrari 512M-mel. A népszerű mexikói súlyos balesetet szenvedett és bent ragadt autójában, miközben az égni kezdett. Kimentették, de számos sérülést szenvedett, néhány órával később meghalt egy nürnbergi kórházban. A BRM úgy döntött, nem helyettesíti más versenyzővel Rodríguezt.
A Lotus gázturbinás autóját Silverstone-ban ezúttal Reine Wisell kapta meg, Dave Charlton pedig a hagyományos 72-es modellel indult. Az időmérőn Clay Regazzonié lett a pole-pozíció Stewart és Siffert előtt. A második sorban Fittipaldi és Peterson (aki az Alfa Romeo után ismét a Cosworth motorral indult) foglalt helyet.
A rajtnál Regazzoni és Ickx állt az élre Stewart előtt. A skót a második körben visszaelőzte Ickx Ferrariját, majd a negyedikben, a Stowe-kanyarban Regazzonit is. Siffert is megelőzte Regazzonit, ezután a svájci vibrációs problémával küzdött, majd kiesett a 42. körben. Ickx a 37. körben motorhibával állt ki a boxba és feladta a versenyt. A harmadik helyen ekkor Peterson haladt, akit Tim Schenken és Fittipaldi követett. A 48. körben Regazzoni kiállt motorhiba miatt. Néhány körrel a leintés előtt Schenken erőátviteli hiba miatt kiesett, így Fittipaldié lett a harmadik hely Stewart és Peterson mögött.
| Helyezés | #  | Versenyző            | Csapat/Motor          | Futott körök | Idő/Kiesés oka  | Rajthely | Pontszám |
| -------- | -- | -------------------- | --------------------- | ------------ | --------------- | -------- | -------- |
| 1        | 12 | Jackie Stewart       | Tyrrell-Ford          | 68           | 1h31:31,5       | 2        | 9        |
| 2        | 18 | Ronnie Peterson      | March-Ford            | 68           | + 36,1          | 5        | 6        |
| 3        | 1  | Emerson Fittipaldi   | Lotus-Ford            | 68           | + 50,5          | 4        | 4        |
| 4        | 26 | Henri Pescarolo      | March-Ford            | 67           | + 1 kör         | 17       | 3        |
| 5        | 24 | Rolf Stommelen       | Surtees-Ford          | 67           | + 1 kör         | 12       | 2        |
| 6        | 23 | John Surtees         | Surtees-Ford          | 67           | + 1 kör         | 11       | 1        |
| 7        | 22 | Jean-Pierre Beltoise | Matra                 | 66           | + 2 kör         | 15       |          |
| 8        | 17 | Howden Ganley        | BRM                   | 66           | + 2 kör         | 11       |          |
| 9        | 16 | Jo Siffert           | BRM                   | 66           | + 2 kör         | 3        |          |
| 10       | 14 | François Cevert      | Tyrrell-Ford          | 65           | + 3 kör         | 10       |          |
| 11       | 20 | Nanni Galli          | March-Ford            | 65           | + 3 kör         | 21       |          |
| 12       | 8  | Tim Schenken         | Brabham-Ford          | 63           | Sebváltó        | 7        |          |
| HN       | 3  | Reine Wisell         | Lotus-Pratt & Whitney | 57           | Helyezés nélkül | 19       |          |
| HN       | 19 | Andrea de Adamich    | March-Alfa Romeo      | 56           | Helyezés nélkül | 24       |          |
| Kiesett  | 10 | Peter Gethin         | McLaren-Ford          | 53           | Motorhiba       | 14       |          |
| Kiesett  | 4  | Jacky Ickx           | Ferrari               | 51           | Motorhiba       | 6        |          |
| Kiesett  | 5  | Clay Regazzoni       | Ferrari               | 48           | Olajnyomás      | 1        |          |
| Kiesett  | 21 | Chris Amon           | Matra                 | 35           | Motorhiba       | 9        |          |
| Kiesett  | 9  | Denny Hulme          | McLaren-Ford          | 32           | Motorhiba       | 8        |          |
| Kiesett  | 25 | Derek Bell           | Surtees-Ford          | 23           | Felfüggesztés   | 23       |          |
| Kiesett  | 6  | Mike Beuttler        | March-Ford            | 21           | Olajnyomás      | 20       |          |
| Kiesett  | 2  | Dave Charlton        | Lotus-Ford            | 1            | Motorhiba       | 13       |          |
| Kiesett  | 7  | Graham Hill          | Brabham-Ford          | 0            | Baleset         | 22       |          |
| Kiesett  | 11 | Jackie Oliver        | McLaren-Ford          | 0            | Baleset         | 16       |          |

## Statisztikák
Vezető helyen:
- Clay Regazzoni: 3 (1-3)
- Jackie Stewart: 65 (4-68)

Jackie Stewart 16. győzelme, 10. leggyorsabb köre, Clay Regazzoni 2. pole-pozíciója.
- Tyrrell 4. győzelme.